# نهر قاسم
نهر قاسم (بالإسبانية: Río Cacín)‏ هو نهر في الأندلس بإسبانيا. تغذيه خلال تيارات تتدفق شمالًا من سلسلة جبال المخارة و سلسلة جبال تِخيدا إلى حوض غرناطة. ينبع النهر من خزان برمجالس ، ويتدفق شمالًا لينضم إلى نهر شنيل. يمر في أعلى مجراه عبر ممر عميق يحمل آثارًا للاستيطان البشري من العصر الحجري القديم .